# Ummidia tuobita
Ummidia tuobita är en spindelart som först beskrevs av Chamberlin 1917.  Ummidia tuobita ingår i släktet Ummidia och familjen Ctenizidae. Inga underarter finns listade i Catalogue of Life.